# Fulvio Grimaldi
Fulvio Grimaldi (Firenze, 12 maggio 1934) è un giornalista italiano.

## Biografia
Nato da una famiglia di ceppo nobile (il suo bisnonno Bernardino Grimaldi fu ministro e senatore del Regno d'Italia), è laureato in giurisprudenza. 
In 40 anni di carriera ha lavorato per la radio (BBC di Londra), per varie testate giornalistiche (Paese Sera, Giorni-Vie nuove, ABC), Lotta Continua e, dal 1986, alla Rai, soprattutto come inviato di guerra. È stato l'unico italiano testimone della strage di Derry del 1972 (il cosiddetto Bloody Sunday), che ebbe modo di documentare ampiamente. Negli anni novanta si è occupato molto della ex Jugoslavia, rimproverando una visione unilaterale da parte dell'informazione ufficiale, da lui ritenuta anti-serba e filo-croata. Oltre che di politica estera si è occupato di ambiente: degni di nota i suoi servizi su Rai 3 - anche per la trasmissione Meteo3, condotta in alternanza con Liliano Frattini - in cui appariva accompagnato dal suo onnipresente cane, un bassotto di nome Nando. 
Nel marzo 1999, in polemica per la guerra della NATO contro la Jugoslavia, ha lasciato la TV di Stato ed è passato a Liberazione, il quotidiano di Rifondazione Comunista, partito per il quale nel 2001 si è candidato al Senato senza essere eletto. A Liberazione ha gestito una rubrica chiamata "Mondocane" (parola che in seguito sarà il titolo di un suo libro e di un suo programma televisivo) fino a quando non è stato allontanato dal quotidiano, nel maggio 2003, perché in dissidenza con la linea di partito relativamente ad alcune questioni internazionali (Iraq, Palestina, Cuba e Jugoslavia).
Ha poi lavorato alla produzione di video-documentari su crisi globali e guerre, occupandosi quindi di politica internazionale: spiccano in particolare le sue posizioni filo-palestinesi nell'ambito del conflitto arabo-israeliano e quelle a favore dei processi di integrazione in atto nell'America Latina. Nel 1970 ebbe un cameo nel film Indagine su un cittadino al di sopra di ogni sospetto, del 1970, in cui interpretava il ruolo di Patané, un giornalista del quotidiano Paese Sera. È apparso poi, due anni dopo, anche nel film di Paolo Cavara Los amigos. Molto amico dell'attore Paolo Villaggio.
Gestisce un blog in cui sovente dà spazio alle teorie del complotto. Nell'aprile 2021 compare in un documentario pubblicato su YouTube, The Story of Giulio Regeni, dedicato alla morte di Regeni, in un intervento in cui dà credito alla teoria secondo cui il ricercatore italiano sarebbe stato un agente dei servizi segreti britannici. In passato ha più volte espresso posizioni di aperto sostegno verso dittatori e presunti criminali di guerra quali Slobodan Milošević, Gheddafi, Saddam Hussein e altri, quasi sempre indicando con toni complottisti la CIA come regista di ogni scenario nazionale ed internazionale.
In occasione delle elezioni politiche del 2022, si è candidato al Senato in Piemonte con la lista Italia Sovrana e Popolare senza essere eletto. 

## Controversie
Fulvio Grimaldi è spesso al centro di controversie a causa delle sue posizioni su vari temi, sia in ambito politico che sanitario. 
Anche durante la trasmissione Dimartedi ha avuto accesi dibattiti con Nona Mikhelidze riguardo la guerra in Ucraina.

## Opere
- Rambo, Nando e io, Roma, Il salvagente, 1995.
- Blood in the Street, Guildhall Press, 1998.
- Mondocane. Serbi, bassotti, Saddam e Bertinotti, Milano, Kaos, 2004.
- Delitto e castigo in Medio Oriente. Gaza, Baghdad, Beirut..., Roma, Malatempora, 2007.
- Mamma ho perso la sinistra, Roma, Malatempora, 2008.
- Di resistenza si vince. Il futuro di Palestina e Medio Oriente, la riscossa araba, la crisi di Israele, Roma, Malatempora, 2009.
- L'Occidente all'ultima crociata, Francoforte, Zambon, 2012.
- Cambiare il mondo con un virus, Francoforte, Zambon, 2020.
- Uno sguardo dal fronte, 2024.

## Filmografia

### Attore
- Una breve stagione, regia di Renato Castellani (1969)
- Indagine su un cittadino al di sopra di ogni sospetto, regia di Elio Petri (1970)
- Los amigos, regia di Paolo Cavara (1972)